# Kawiory (kolonia)
 Kawiory – kolonia w Polsce położona w województwie małopolskim, w powiecie krakowskim, w gminie Wielka Wieś.
W latach 1975–1998 miejscowość należała administracyjnie do województwa krakowskiego.